# Arrondissements de la Corse-du-Sud

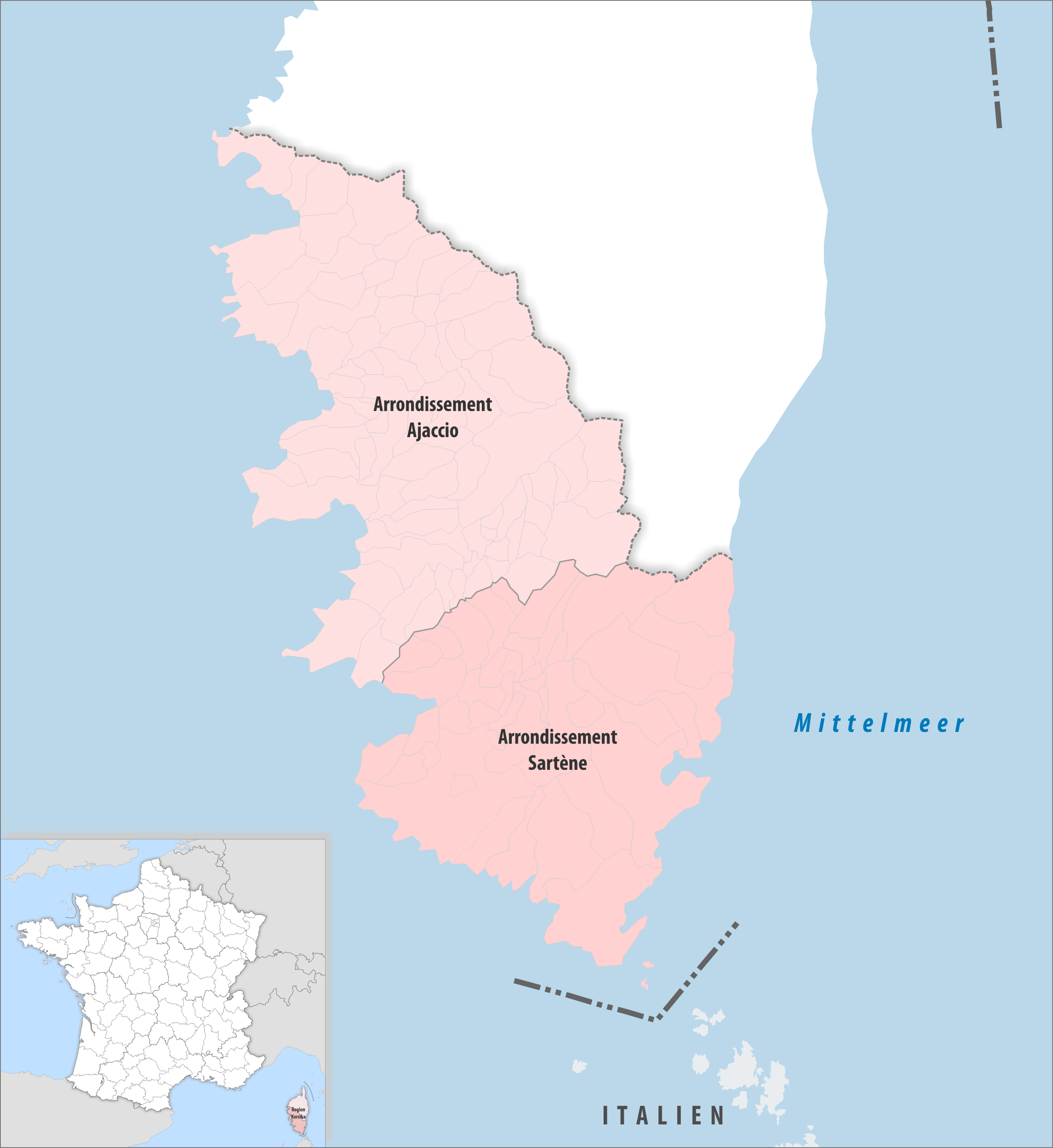
Les arrondissements de Corse-du-Sud en 2019.

Le département de la Corse-du-Sud comprend deux arrondissements.

## Composition
| Nom                       | Code Insee | Superficie (km2) | Population (dernière pop. légale) | Densité (hab./km2) | Modifier             |
| ------------------------- | ---------- | ---------------- | --------------------------------- | ------------------ | -------------------- |
| Arrondissement d'Ajaccio  | 2A1        | 2 224,40         | 123 120 (2022)                    | 55                 | modifier les données |
| Arrondissement de Sartène | 2A4        | 1 789,90         | 42 925 (2022)                     | 24                 | modifier les données |
| Corse-du-Sud              | 2A         | 4 014,20         | 166 045 (2022)                    | 41                 | modifier les données |

## Histoire
- 1790 : création du département de Corse
- 1793 : séparation de la Corse en deux départements, dont le Liamone, qui correspond à la Corse-du-Sud actuelle, avec trois districts : Ajaccio, Vico et Tallano
- 1800 : création des arrondissements : Ajaccio, Sartène, Vico
- 1811 : suppression du département du Liamone, restauration du département de Corse
- 1976 : création de deux départements : Corse-du-Sud (Ajaccio, Sartène) et Haute-Corse